# アントニオ・ロセッティ

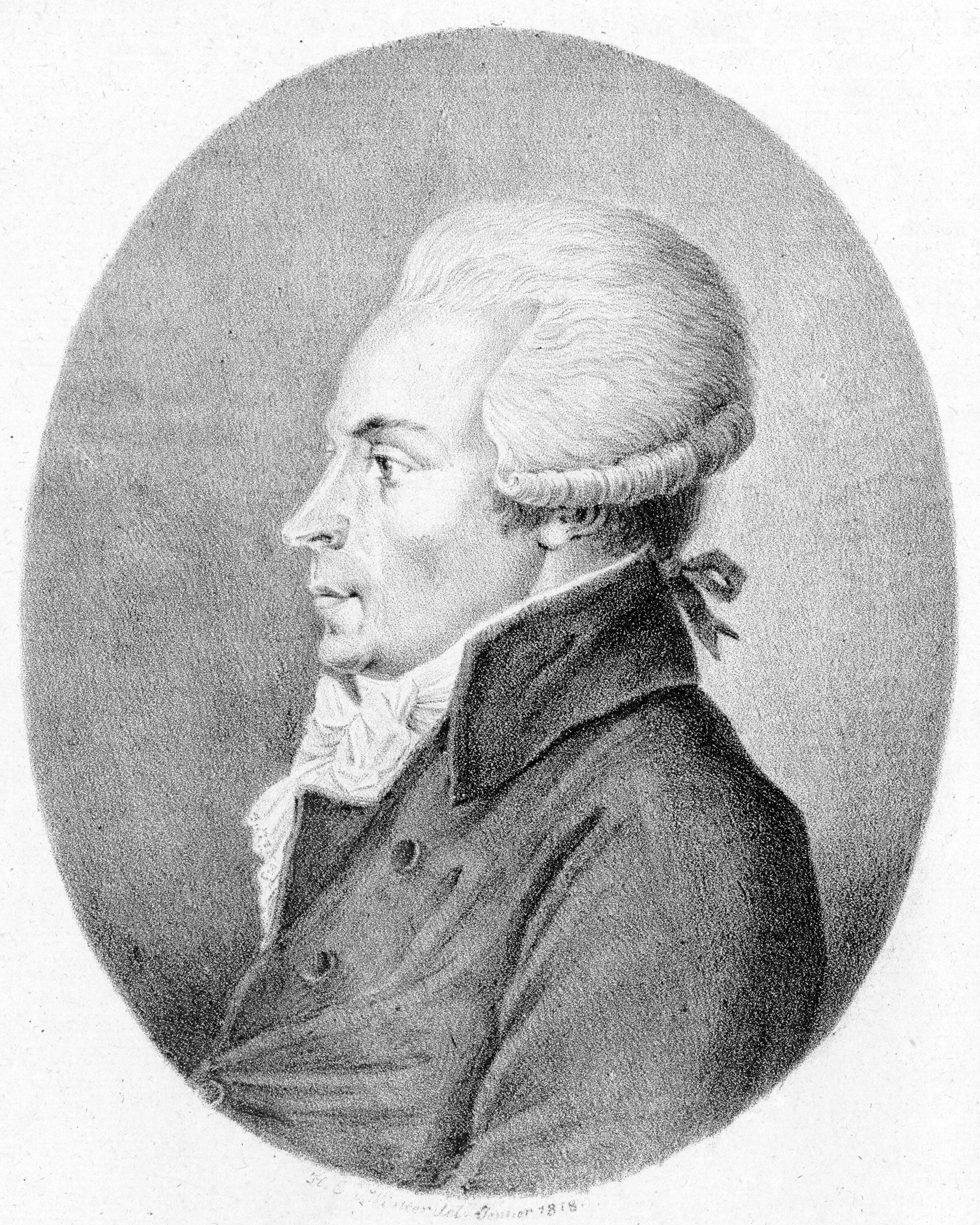
アントニオ・ロセッティ

アントニオ・ロセッティ（ロゼッティ、Antonio Rosetti, 1750年 - 1792年6月30日）は、18世紀ボヘミアの作曲家、コントラバス奏者。長らく、チェコ語名をフランチシェク・アントニーン・レスレル（Frantisek Antonin Rössler）といい、1773年にイタリア風の「アントニオ・ロセッティ」に名乗りを改めた、とされてきたが、その確証はない。ドイツ語名のフランツ・アントン・レスラー（Franz Anton Rösler）でも知られる。しかし、ロセッティ自身は一度たりともフランティシェク・アントニーン、あるいはフランツ・アントンと名乗ったことはなく、現在では、アントニオ・ロセッティという名が通用している。本項では以下、ロセッティと記す。

## 生涯
ボヘミア北部のリトムニェジツェ（Litoměřice, ドイツ名：ライトメリッツ（Leitmeritz））出身。イエズス会の神学校で早期の音楽教育を受けたとみなされている。その後のロセッティの足取りは、はっきりとはわかっていないが、1770年代初めにロシアのオルロフ伯爵連隊の音楽家として仕えていたといわれる。なお、このオルロフ伯爵とはおそらく、1768年以来ロシア海軍の提督であったアレクセイ・グリゴリエヴィチ・オルロフ伯爵を指すものと思われる。
1773年、南ドイツ、シュヴァーベン地方の領主であるエッティンゲン＝ヴァラーシュタイン侯爵の宮廷楽団にコントラバス奏者として加わり、後に作曲活動も行う。1777年にロジーナ・ネーアと結婚し、3児をもうける。1781年に休暇を与えられて、5ヵ月をパリで過ごす。コンセール・スピリチュエルをはじめ、優れた楽団の多くがロセッティの作品を演奏した。1782年に6つの交響曲が出版された。ヴァラーシュタインに戻った後、ドイツ語圏はもとより、フランスなどでも卓越した作曲家として認められるようになった。1785年、同郷でヴァラーシュタイン宮廷楽団の楽長のアントニーン・レイハがケルン選帝侯の宮廷楽長に招かれヴァラーシュタインからボンへ去ると、その後任となり宮廷楽団の活動に大きく貢献した。1789年にメクレンブルク＝シュヴェリーン公の宮廷楽長に就任、シュヴェリーン近郊のルードヴィヒスルストに移住する。モーツァルトの死から半年後に他界した。

## 作品
ロセッティは多作家であり、40数曲の交響曲や協奏曲、声楽曲を残した。今日最も有名なのは、いくつかのホルン協奏曲であろう。モーツァルト研究者のH.C.ロビンス・ランドンは、これらの作品がモーツァルトのホルン協奏曲のモデルになったのではないかと示唆している。独奏ホルンのための協奏曲のほか、2本のホルンのための協奏曲を数曲残しており、この分野での重要なレパートリーとなっている。長らくヨーゼフ・ハイドンの作品とされてきた、2本のホルンのための協奏曲変ホ長調は、スターリング・E・マリーによりロセッティの作品である可能性が高いことが証明された。この曲には、RWV（ロセッティ作品目録）C56Q が与えられている。
ロセッティのレクイエムは、モーツァルトが亡くなった9日後の1791年12月14日にプラハの聖ミクラーシュ教会でのモーツァルトの追悼式で演奏された。なお、その際には作曲者自身は訪れていない。また、このレクイエムは1776年、18歳で亡くなったヴァラーシュタイン侯爵夫人マリー・テレーゼのために作曲された。
いくつかの作品については、ロセッティによるものかどうかの真贋判定は困難を伴う。この時期には、「フランチスクス（フランチェスコ）・クサヴェリウス（クサヴァー）・アントニウス（アントン）・レスレル」（Franciscus Xaverius Antonius Rössler, 1746年 - 1779年）のように、似たような姓名の作曲家が他にも数人存在したからである。1959年、ダグラス・タウンゼントにより、American Record Guide に証明する資料なしに、1746年10月26日生まれのフランチェスコ・アントニオ・ロゼッティの名が現れ、以来この名が定着したが、これは上記のフランチェスコ・クサヴェリウス・アントニウス・レスレルと混同したことが理由である。

## 混同されやすい人物
アントニオ・ロセッティと同時代の Rosetti、Rösler、あるいは似た名前の音楽家
- Franciscus Xaverius Antonius Rössler（1746年 - 1779年）：ボヘミアの Mimoň（ドイツ名 Niemes）出身の作曲家。
- ミラノの Rosetti（1744年 - 1786年以降）：オペラ、バレエ、カンタータなどを作曲。
- Russitschika, Ruzicka（生没年不詳）：ボヘミア出身。
- Friedrich Wilhelm Rosetti（1763年 - 1794年以降）：ハープ奏者、トゥルン・ウント・タクシス宮廷、ベルリン宮廷で活動。
- Antonio Rosetti（? - 1791年）：ヴァイオリン奏者、エステルハージ宮廷（1776年 - 1781年）。本項のロセッティとよく混同された。
- Antoine Rosetti男爵（生没年不詳）：鍵盤楽器作曲家。
- Jan Josef Rösler（1771年 - 1813年）：プラハ（1779年 - 1805年）、その後ウィーンで活動。本項のロセッティとよく混同された。
- Amadeo Razettei / Rasetti（1754年 - 1799年）：ピアノ奏者、ハープ奏者。
- Rasetti（生没年不詳）：ヴァイオリン奏者、パリで活動。
- Ernst F. Rösler（1748年 - ?）：教会音楽家。

## 作品目録
ロセッティの作品目録（種類別）は、1996年にアメリカの音楽学者スターリング・M・マリー（Sterling E. Murray）により出版され、現在では国際ロセッティ協会（International Rosetti Gesellschaft）により、RWV (Rosetti Werke Verzeichnis) の番号付けがなされている。なお、オスカル・カウル（Oskar Kaul）が器楽作品のみ作品目録を編集し、これは旧番号として扱われている（Kaul）。
- RWV A: シンフォニー
- RWV B: 管楽パルティータ、セレナーデ、ノットルゥノ、アンサンブル、舞曲
- RWV C: コンチェルト、シンフォニア・コンチェルタンテ
- RWV D: 室内楽
- RWV E: 独奏鍵盤楽器
- RWV F: 楽器伴奏つき歌曲、アリア、二重唱
- RWV G: オラトリオ、カンタータ、劇音楽
- RWV H: 合唱・教会音楽
- RWV I: 消失作品